# Flavio Zandoná
Flavio Zandoná est un footballeur argentin né le 8 avril 1967. Il évoluait au poste de défenseur.

## Biographie
Flavio Zandoná joue en Argentine, au Mexique et au Paraguay.
Il dispute 39 matchs en Copa Libertadores, inscrivant un but. Il remporte cette compétition en 1994, en battant le club brésilien du São Paulo FC en finale.

## Palmarès
Avec le Vélez Sársfield :
- Vainqueur de la Copa Libertadores en 1994
- Vainqueur de la Coupe intercontinentale en 1994
- Vainqueur de la Copa Interamericana en 1994
- Vainqueur de la Supercopa Sudamericana en 1996
- Vainqueur de la Recopa Sudamericana en 1997
- Champion d'Argentine en 1995 (Apertura), 1996 (Clausura) et 1998 (Clausura)